# ابراهیم شفیعی
ابراهیم شفیعی مهریار (زادهٔ ۱۳۵۴) بازیگر و دوبلور اهل ایران است. او از ۱۳۶۹ وارد حوزه هنری تئاتر تبریز شده، بعدتر نیز از سال ۱۳۸۰ وارد حرفه دوبله و عضو انجمن گویندگان و سرپرستان گفتار فیلم است.
از آثار دوبله او در انجمن گویندگان و سرپرستان گفتار فیلم می‌توان آثار زیر را نام برد:
آناستازیا (پدر دیمیتری)، دیو و دلبر (ساعت)، در جستجوی نمو (کراش؛ لاکپشت پیر و یکی از ماهی‌های آکواریوم دندان پزشکی بنفش)، باب‌اسفنجی شلوارمکعبی (پاتریک ستاره)،  شگفت‌انگیزان (سیندروم یا شگفت بچه)، گوژپشت نتردام (مجسمه در کلیسا)، شیرشاه (تیمون) و آلوین و سمورچه‌ها (تئودور)
شفیعی در طنز خنده بازار در نقش سروین (علی پروین)، رمبو، پیغام جاسم خانی (پیمان قاسم خانی)، پینوکیو، اصیل صدفیان (رسول نجفیان)، افندی (مصطفی دنیزلی)، (مجید قناد)، سعید جمالی (مجید جلالی)، فتاح زاده (علی فتح‌الله‌زاده)، فدایی (محمد فنایی)، کوروس مصمم (سیروس مقدم)، عمو پررنگ (عمو پورنگ)، دکتر نفری (دکتر نظری)، هامانیاهو (بنیامین نتانیاهو) بازی کرده‌است. اخیراً در فیلم مجموعه تلویزیونی خروس نیز در نقش دکتر پرهام ایفای نقش کرده‌است.
او در کتابخانه عمو پورنگ نقش پهلوان پنبه و در محله گل و بلبل نقش ایاز (پدر عمو پورنگ) را بازی می‌کند. هرچند نقش پهلوان در محله گل و بلبل وجود دارد.
بازی در سریال یادداشت‌های یک زن خانه‌دار به کارگردانی (مسعود کرامتی) در نقش تیمور که از شبکه ۵ سیما پخش شد.
وی در سینمایی باب اسفنجی در خشکی گوینده صدای پاتریک است. بازی در فیلم سینمایی دو دزد و دوپری به کارگردانی حسین قناعت و در عیدانه عمو پورنگ نوروز ۹۵ نقش جدیدی را به نام سوسن خانم که در قالب یک عروسک کوکی هست را ایفا کرد. او اخیراً در بچه محل عموپورنگ نیز ایفا نقش کرده‌است۰ و در سریال عیدانه کلبه عمو پورنگ نقش خرمن را ایفا کرد.
ابراهیم شفیعی دوبلور پاتریک در انیمیشن باب اسفنجی شلوار مکعبی است که پرشین تون آن را پخش کرده.

## صداپیشگی
| شخصیت                                      | اثر                          | نکات                                   |
| ------------------------------------------ | ---------------------------- | -------------------------------------- |
| پاتریک ستاره                               | باب اسفنجی شلوارمکعبی        | دوبلور شخصیت پاتریک در دوبله پرشین تون |
| شرزین-تاران                                | انیمیشن آرمن                 | صداوسیما                               |
| گرو                                        | من نفرت‌انگیز ۳               | دوبله گپ فیلم                          |
| گرو                                        | من نفرت انگیز ۴              | دو‌بله گپ فیلم                          |
| الکس جولین                                 | ماداگاسکار                   | دوبله گلوری اینترتنیمنت                |
| همسر رزیتا، گروه قورباغه‌ها، بابا بزرگ مینا | آواز                         | دوبله نماوا                            |
|                                            | مولان                        | دوبله نماوا                            |
|                                            | سریع و خشن ۴                 | دوبله نماوا                            |
| تیمون                                      | شیرشاه ۳                     | دوبله گلوری اینترتنیمنت                |
|                                            | وایکینگ‌ها                    | دوبله نماوا                            |
|                                            | برنامه روزمره                | دوبله نماوا                            |
|                                            | خائن                         | دوبله نماوا                            |
| گربه چکمه پوش پینوکیو                      | شرک ۲                        | گلوری اینترتینمنت                      |
| خر پرنس چارمینگ                            | شرک ۳                        | دوبله صدا و سیما                       |
| هپی چپمن                                   | گارفیلد                      | دوبله گلوری اینترتینمنت                |
| سیندروم                                    | شگفت انگیزان                 | دوبله گلوری اینترتینمنت                |
| پاتریک ستاره                               | باب اسفنجی:اسفنج بیرون از آب | دوبله کوالیما                          |
| لرد بارکیس پدر ویکتوریا                    | عروس مرده                    | دوبله گلوری اینترتینمنت                |
| سیا                                        | سیا ساکتی                    |                                        |
| نقش های مختلف                              | بازی مرکب                    | دوبله کوالیما                          |

## مجموعه تلویزیونی
- خانه‌ی باحال خان
- خنده بازار
- شکرآباد
- کتابخانه عمو پورنگ
- خروس (مجموعه تلویزیونی) (۱۳۹۲)
- محله گل و بلبل (۱۳۹۴)
- محله گل و بلبل ۲ (۱۳۹۵)
- محله گل و بلبل ۳ (۱۳۹۷)
- افسانه هزار پایان (۱۳۹۶)
- ناخونک (۱۳۹۷)
- بچه محل عموپورنگ (۱۳۹۹)
- عیدانه‌های عمو پورنگ (۱۳۹۴–۱۳۹۹)
- کلبه عمو پورنگ (۱۴۰۰–۱۳۹۹)
- دست انداز (۱۴۰۰–۱۳۹۹)
- جورچین (۱۴۰۱)[۸]
- لالایی (۱۴۰۳)

## فیلم
1. قهرمانان کوچک (حسین قناعت ۱۳۹۵)
2. دزدوپری۲(حسین قناعت ۱۳۹۴)
3. بچه نشو(احمد درویشعلی پور ۱۳۹۳)
4. آهوی پیشونی سفید ۲